# Lom (Norvège)
Pour les articles homonymes, voir Lom.
Lom est une kommune de Norvège. Elle est située dans le comté d'Innlandet.